# Битва при Милаццо
Битва при Милаццо — произошедшее в 888 г. морское сражение между флотами Византии и Аглабидского эмирата Ифрикии на северо-западе Сицилии, закончившееся победой мусульман. Также известно как Вторая битва при Милаццо.

## Сражение
В 888 году Аглабиды собрали флот с Сицилии и Ифрикии, нацелившись на византийскую Калабрию, с кораблями из Сицилии. У Милаццо их встретила византийская эскадра.
Последовавшая битва не упоминается ни в одном византийском источнике, а только в «Аль-Баян аль-Мугрибе» Ибн Идхари и «Кембриджской хронике». Согласно им это была сокрушительная победа мусульман: 5 тысяч византийцев утонуло, всего (или ещё) было убито 7 тысяч.

## Последствия
После этого поражения византийцы покинули многие крепости, которые они удерживали в Валь Демонее, а остальные, не надеясь на византийскую помощь, заключили перемирие с аглабидским правителем Сицилии. Говорят, что даже гарнизон и население Регия временно покинули свой город, опасаясь нападений Аглабидов.